# Теннессийская прогулочная лошадь
Теннессийская прогулочная лошадь, или теннессийский иноходец (англ. Tennessee Walking Horse, Tennessee Walker), — порода лошадей, выведенная в начале XX века в США при участии пород морган, чистокровная верховая, американская верховая и американская стандартбредная. Изящных, но крепких лошадей породы, выведенной для долгих верховых поездок, отличают мягкие плавные аллюры (иноходь и галоп).

## История
Среди предков теннессийской прогулочной породы были канадские и наррагансеттские иноходцы, которых завозили с севера США через Северную Каролину. На раннем этапе их скрещивали с испанскими мустангами-иноходцами, завозившимися из Техаса в Миссури и Теннесси, а также с лошадьми более старых пород, в том числе рысистых. В этом направлении работали конезаводчики из шести округов в Центральном Теннесси, получившие в результате первый вариант так называемых теннессийских иноходцев.
Основателем теннессийской прогулочной породы считается родившийся в 1886 году Блэк Аллен — невысокий вороной жеребец с белыми отметинами на лбу и ногах. Его отец Аллендорф был чистокровным верховым жеребцом с предками из Англии, а мать Мэгги Маршалл — морганом с хорошей родословной. Несмотря на рысистых предков, он оказался совершенно не приспособлен к рыси, зато отличался необычайно быстрым (миля за 2 минуты 25 секунд) и ровным шагом. В связи с этим его никогда не выставляли на соревнования, но активно использовали как производителя. В возрасте 23 лет Блэк Аллена приобрёл теннессийский конезаводчик Альберт Демент, поставивший перед собой цель вывести породу лошадей, способных на естественный бегущий шаг. За следующий год, ставший последним в его жизни, жеребец оплодотворил 111 кобыл. Самым удачным стал жеребёнок Роан Аллен, родившийся в 1904 году от рыже-чалой кобылы Гертруд, в родословной которой были морганы, американские верховые и американские стандартбредные лошади. Роан Аллен вырос в первоклассную спортивную лошадь, способную не только на бегущий шаг, но и на рысь и многие другие аллюры и выигравшую множество соревнований в разных категориях. Он уже демонстрировал ряд черт, ставших отличительными особенностями будущей теннессийской прогулочной породы, включая длинный шаг задней ногой и покачивание передней половиной тела при движении.
Хотя иноходцы со способностью к бегущему шагу были известны в США уже со времён Гражданской войны, впоследствии именно усилия Демента были признаны определяющими для появления теннессийской прогулочной породы, а Блэк Аллен признан её родоначальником и фигурирует в документах как Аллен F-1. В 1935 году была основана Ассоциация заводчиков прогулочных лошадей Теннесси, а в 1947 году племенная книга была закрыта. С этого момента теннессийскими прогулочными лошадьми считаются только экземпляры, оба родителя которых относились к этой породе. В общей сложности с 1946 года зарегистрировано более 400 тысяч лошадей теннессийской прогулочной породы. Её разведение более не ограничено Теннесси, и её представители встречаются во всех штатах США и ряде зарубежных стран. Порода официально признана министерством сельского хозяйства США в 1950 году.

## Стандарт породы
Изящная, но крепко сложенная лошадь. Рост в холке от 14,3 до 17 хэндов (145—170 см). Масса тела от 900 до 1200 фунтов (410—540 кг). У современных представителей породы красивая голова с маленькими, правильно посаженными ушами, длинные покатые плечи и бёдра, достаточно короткая спина и короткая крепкая поясница. Грудь широкая, шея сильная, изогнутая, грива и хвост длинные и пышные. Линия низа длиннее, чем линия верха, что обеспечивает большую длину шага. Стандарт породы не ограничивает выбор масти. Часто встречаются рыжая, гнедая, вороная, серая в яблоках и пегая масти.
Теннессийские прогулочные лошади обычно отличаются спокойным характером, что делает их подходящим выбором для начинающих и нерешительных наездников, а также людей с физическими ограничениями. Для породы характерны три врождённых аллюра: настильной, или прибавленный, шаг (плавная иноходь, англ. flat-foot walk), бегущий шаг (резвая иноходь, англ. running walk) и галоп (англ. canter). Настильной шаг у данной породы мало отличается от аналогичного аллюра у других пород, однако в целом более резвый: этим аллюром теннессийская прогулочная лошадь способна проделывать от 4 до 8 миль в час (6,5—13 км/ч). Бегущий шаг — отличительная черта породы — исключительно длинный и быстрый, но в то же время очень плавный; бегущим шагом теннессийская прогулочная лошадь покрывает 10—12 миль в час (16—19 км/ч). При переходе на бегущий шаг отпечатки копыт задних ног оказываются впереди отпечатков передних копыт на 6—18 дюймов (15—46 см), причём чем больше это расстояние, тем более гладким остаётся движение и тем лучше считается лошадь. При галопе отличительной особенностью теннессийской прогулочной породы является маятникообразное поднятие и опускание передней части тела, что создаёт у ездока ощущения, схожие с раскачиванием кресла-качалки.
Поскольку теннессийские прогулочные лошади рассматриваются в том числе и как выставочная порода, у экземпляров, предназначенных для шоу, искусственно акцентируются характерные для породы черты. Для этого используются исключительно высокие (от 5 до 12 см) подковы-платформы, а на бабки навешиваются тяжёлые металлические цепочки, причиняющие лошади боль при ударе о венчик копыта. Таким образом достигается акцентированная походка, при которой лошадь высоко и резко поднимает — почти отдёргивает — ноги. Для придания хвосту выставочной лошади характерного высоко стоячего положения животному в раннем возрасте разрезают поперёк репицу — мышцу, поддерживающую хвост в естественном положении. После этого в стойле хвост поддерживается в вертикальном положении специальной подставкой, а перед шоу на анальное отверстие наносят раздражающую имбирную мазь, заставляющую лошадь держать хвост поднятым.